# Image album
 (octobre 2023).
Un Image Album est une édition complémentaire d'une bande originale (OST, Original soundtrack) dans laquelle le compositeur présente des versions démo, parfois abandonnées, ou instrumentales, de ses œuvres.
Ce type d'album, courant dans les milieux de l'animation et du jeu vidéo, au Japon, tire son nom du travail préparatoire réalisé par le compositeur, lors de la préproduction d'une œuvre, en se basant uniquement sur les croquis (d'où le terme Image), sur les explications et les attentes du metteur-en-scène, ou du producteur.

Ce travail préparatoire permet de proposer des versions démo des morceaux, qui peuvent être validés ou non, voire retravaillés par la suite, pour notamment mieux coller au rendu final, ou aux attentes.
Il n'est pas rare que les morceaux proposés dans un Image Album soient proches des morceaux définitifs, et que seule l'instrumentation diffère. Certaines chansons abandonnées, issues de morceaux retenus dans la bande originale définitive, ou des chansons produites exclusivement pour l'album, sont aussi parfois proposées.
Certaines versions démo (Demo Version en anglais) peuvent figurer directement dans la bande originale d'une œuvre, lorsqu'il n'y a pas matière à proposer un Image Album complet.
À titre d'exemple, le compositeur japonais Joe Hisaishi y a souvent recours pour présenter un aperçu de ses compositions à venir (notamment celles destinées à accompagner les réalisations d'Hayao Miyazaki), sous la forme d'un album d'une dizaine de titres.
On peut aussi citer Hans Zimmer, connu dans le milieu du cinéma pour proposer des versions démo, ou pour avoir composé les principaux thèmes du film Interstellar sans voir une image du film, a qui il peut arriver de proposer des éditions proches d'un Image Album, telles que l'album The Art and Soul of Dune pour accompagner la lecture de l'Art Book du film Dune (2021) ou l'album The Dune Sketchbook.